# 高貞明
高贞明（？—1190年），是12世纪大理国点蒼山蓮花峰芒湧溪人氏，高升泰的玄孙，高泰明的曾孙，高明顺的孙子，高顺贞之子。
大理宣宗段智兴利贞三年（1174年），他族叔高观音隆推翻执政的相国高寿昌，拥立高贞明为相国、中国公。十一月，阿机起兵，夺高贞明之位还给高寿昌，高贞明逃到鹤庆，自称明国公。两年后（1176年），高观音妙从白崖起兵，自立为相国，夺高寿昌位。高贞明据守鹤庆，死后谥义地威天聪明仁帝。高貞明的后裔世据鹤庆，后来成为土司，一直延续到民国。